# Farkas utcai református templom
A Farkas utcai református templom (hivatalos nevén: Belvárosi református templom) Kolozsvár híres gótikus műemléke, a Kolozsvár-Belvárosi református egyházközség temploma. A romániai műemlékek jegyzékében a CJ-II-m-A-07380 sorszámon szerepel.
Az egyhajós, kereszthajó nélküli templom hatalmas támpilléreivel, nagy háromszöges oromfalával, erőt és nyugalmat árasztó egyszerűségével, zordon megjelenésével az erdélyi magyar gótika legjellegzetesebb példája. A köztudat az erdélyi református egyház főtemplomának tartja, mivel hagyományosan itt iktatták be a püspököket.
A 16. században újtemplom, a 17. században kisebb templom néven ismerték.

## Története
A templom építésére vonatkozó első dokumentum 1486. szeptember 9-ei keltezésű: Mátyás király rendeletére és Báthory István erdélyi vajda jóváhagyásával ekkor adományozta a városi tanács és Szabó Ambrus bíró a ferences testvéreknek a Szabók bástyája melletti területet. Mivel a várfalakon belül nem volt megfelelő nagyságú szabad terület, az építkezés helyéül a déli és keleti várfal találkozásánál jelöltek ki egy keskeny sávot, így a templom az utca közepét is elfoglalja. Az építkezést János testvér vezette, valószínűleg ugyanaz, aki a szegedi alsóvárosi ferences templom és kolostor, valamint a nyírbátori Báthory-kápolna építését is irányította, illetve a királyi műhely vezetőjeként részt vett a visegrádi építkezésekben is. A munkálatok költségeit Mátyás király viselte, a kifizetések lebonyolításával Tarcsai Mátét (más források szerint Tárcai Márton), az erdélyi sókamara ispánját bízta meg. Mátyás halála után II. Ulászló támogatta anyagiakkal az építést: 1494. augusztus 24-ei oklevelében a tordai sókamarából háromszáz aranyforint értékű kősót rendelt a templom és kolostor javára. Az adomány később állandó járandósággá változott, amelyet II. Lajos király 1520-ban megerősített. A Boldogságos Szűz Máriának szentelt templom 1503-ban már készen állt, orgonája 1534-ben készült. A templom mellett eredetileg két rendház állt, ezekből csak a férfikolostor kerengőjének északi része maradt meg. Egy 1534-ből fennmaradt összeírás tanúsága szerint 17 misés pap, 4 növendék és 13 segítőtestvér lakott a kolostorban.
A protestantizmus térhódítása következtében, az 1556. március 8-ai szászsebesi országgyűlés határozata értelmében a rendnek el kellett hagynia Kolozsvárt. Március 15-én a református tömeg behatolt a templomba és követelte a templom és a rendház átadását. A templom kapujában Mikola Boldizsár atya állt, és a legenda szerint szívére tett kézzel és magasba emelt két ujjal megesküdött, hogy az épületet soha el nem hagyja. Az emberek karddal lekaszabolták a barátot, és betörtek a templomba, ahol elpusztították az ott található szakrális tárgyakat. A legendát erősíti, hogy az 1958-as restauráláskor a kolostor udvarán teljesen ép sírt és csontvázat tártak fel, amely a vizsgálat szerint 16. századinak bizonyult. A csontváz bal keze a mellkason hevert, a jobb kar pedig két kinyújtott ujjal felfele mutatott.

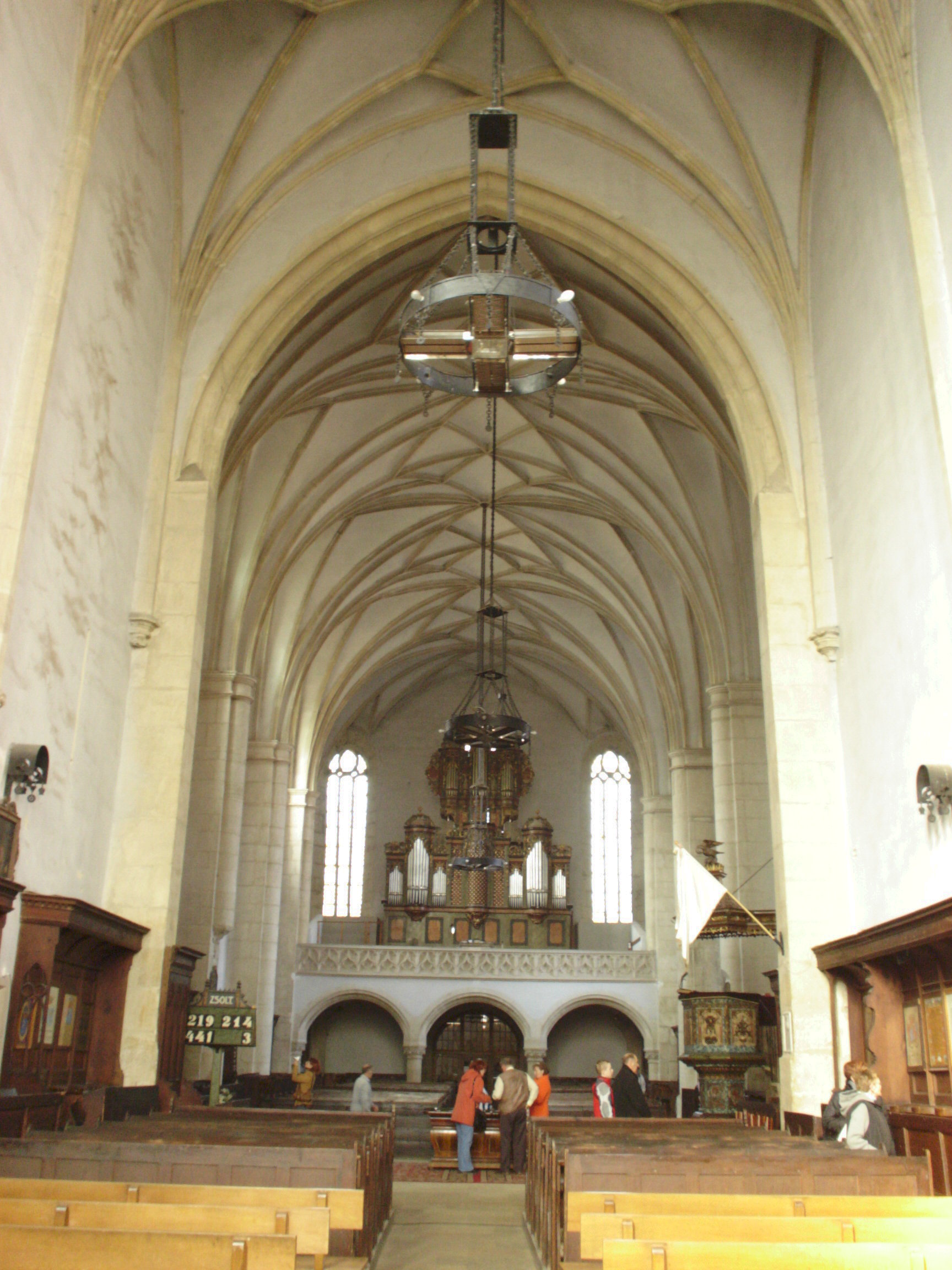
A templom belseje

Ezt követően a templom huszonöt évig gazdátlanul állt, és „pusztatemplom” néven ismerték. 1581-ben Báthory István fejedelem a jezsuitáknak adományozta az épületegyüttest, egyúttal építőanyagot is biztosított a felújításhoz. A helyreállítás terveit előbb a király olasz építésze, Francesco Tenchetta, majd a jezsuita Fra Massimo Milanesi készítette. Ekkor alakították át iskolává az apácakolostort. 1588-ban a medgyesi országgyűlés kitiltotta a jezsuitákat Erdélyből, de Báthory Zsigmond visszahívta őket, és 1595-ben újra birtokba vették a templomot. A tizenöt éves háború idején, Székely Mózes csapatai elűzték a jezsuitákat és a Toroczkai Kovács Máté unitárius szuperintendens és Göczi Nyírő Pál prédikátor által felhergelt nép, Bogner-Gellyén Imre királybíró be nem avatkozása mellett 1603. június 9-én megrohamozta a templomot. A templom ajtaját betörték, az oltárt és a szobrokat fejszével szétvágták, a padokat darabokra törték és bedöntötték a boltozat egy részét is, amely tizennégy embert ütött agyon. A továbbiakban a gazdátlan épület köveit felhasználták a város egyéb építményeinek javításához, a szentélyt raktárként használták. A jezsuita rend kára több mint 22 000 forint volt, ami akkori árakon mintegy 137 500 liter búzának felelt meg.
A reformátusok 1622-ben Bethlen Gábortól kapták meg a romos templomot és a telkeket kollégium céljára, de végül is a kollégium Gyulafehérvárra került. A templom újjáépítése csak I. Rákóczi György alatt, az 1638-as gyulafehérvári országgyűlés határozatára és a fejedelem anyagi támogatásával kezdődött el. A tervező kiléte bizonytalan, Herepei János feltételezése szerint valószínűleg Sárdi Imre deák lehetett. Rákóczi a legapróbb részletekig maga irányította az építkezést, a gyakorlati végrehajtást Filstich Lőrinc kolozsvári polgárra bízva. Filstich 1643–1645 körül bekövetkezett halála után munkáját Szakállosi János vette át. Az újjáépítés során új tető és boltozat készült, a támpillérek többségét kicserélték, az oromzatra órát tettek. Az építkezés nagyobb része 1640-ig elkészült, majd a fejedelem olasz építészt és – hosszas utánajárással – kurlandi mesterembereket hozatott, akik 1643 végére befejezték a csillagboltozatot. Ekkor készült el a szentély déli oldalán levő torony, amelyet azonban később a rossz alapozás miatt le kellett bontani. Végül is torony helyett a templom melletti telken állítottak fel egy masszív haranglábat. Az 1640-es években elkészült a templom berendezése is. Az újjászületett templomot Geleji Katona István püspök szentelte fel, 1647. június 30-án. A toronyalj boltozatos kisterme a 17–18. században valószínűleg a református nyomdának adott helyet, az emeleten egy ideig a kollégium könyvtára kapott helyet.
Az 1798-as tűzvész után az épületet Josef Leder vezetésével állították helyre. 1910–13 között a templom teljes körű restaurálására került sor Lux Kálmán irányításával, ekkor készült el a neogótikus karzat, ahova a pécsi Angster József készítette orgonát helyezték el. A következő restaurálás 1958–1961 között történt, ezúttal Bágyuj Lajos vezetésével. Eltávolították a környező épületet és a falak külső vakolatát, a torony megmaradt részében, illetve a templom hajója melletti kerengőben az Erdélyi Református Egyházkerület Gyűjtőlevéltára kapott helyet.

## Leírása
A tört kőből rakott, egyetlen hajóból álló templom teljes hosszúsága 60 méter, a hajója 34 méter hosszú, 15 méter széles, hálóboltozata 19 méter magas. A hajó meghosszabbításában áll a szabályos nyolcszög három oldalát formázó szentély. A karzat mérete 10×23 méter. Az épületet kívülről ötosztású támpillérek tagolják, közöttük három osztatú, halhólyagos vagy karéjos mérművel díszített ablakok találhatóak. A templom nyugati homlokzatán elhelyezett támpillérek három ablakot fognak közre. A homlokzat tengelyében áll a kapuzat, amelynek sarkaiban angyalalakok láthatóak. Az elpusztult oromzat feltételezhetően a keresztre feszítést ábrázolta.
A belső berendezés darabjai kivétel nélkül az újjáépítés utáni időből származnak. Az 1646-ban készült hátaspadokat besztercei és segesvári asztalosok készítették reneszánsz stílusban, amelyen azonban még a gótika hatása is érződik. A padokat és falakat díszítő 117 címer és halotti kárta (emléklap) a 17–20. századból származik, ezeket Herepei Gáspár esperes kezdte összegyűjtetni. A hatszögű lábazaton álló szószéket, az erdélyi virágmintás reneszánsz első darabját egyes források szerint Agostino Serena velencei művész tervezte, mások szerint Elias Nicolai (Képfaragó Illyés) és Benedikt Mück (Kőfaragó Benedek) közös munkája. A szószék festése, illetve a szószékkorona Régeni Asztalos István munkája. Az intarziás rokokó úrasztala 1827-ben készült.
A templomban található I. Apafi Mihály és felesége, Bornemisza Anna, illetve II. Apafi Mihály és felesége, Bethlen Kata sírja, akiknek a földi maradványait 1942-ben hozták át az almakeréki templomból. A síremlék Kós Károly tervei alapján készült.
A templom akusztikája kiváló, így az 1960-as évektől kezdve rendszeresen orgonahangversenyeknek ad helyet. Az orgona felső, régebbi része a felirata szerint 1766-ban készült.
A templom előtt található Sárkányölő Szent György szobra. Az eredeti alkotást, amely a prágai várban áll, Kolozsvári Márton és György készítették, 1373-ban.

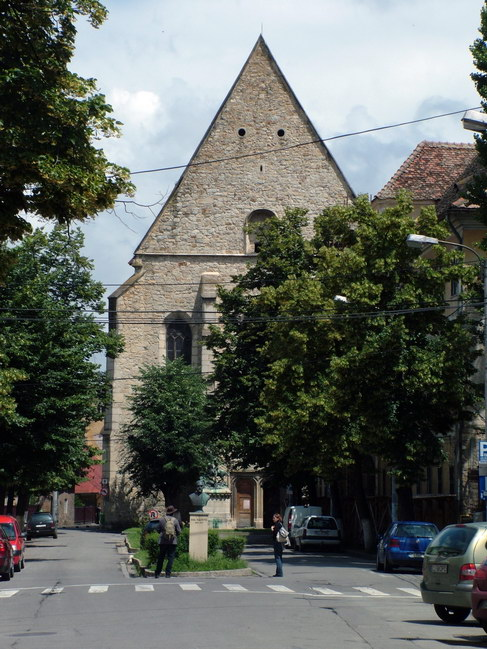
Farkas utcai templom
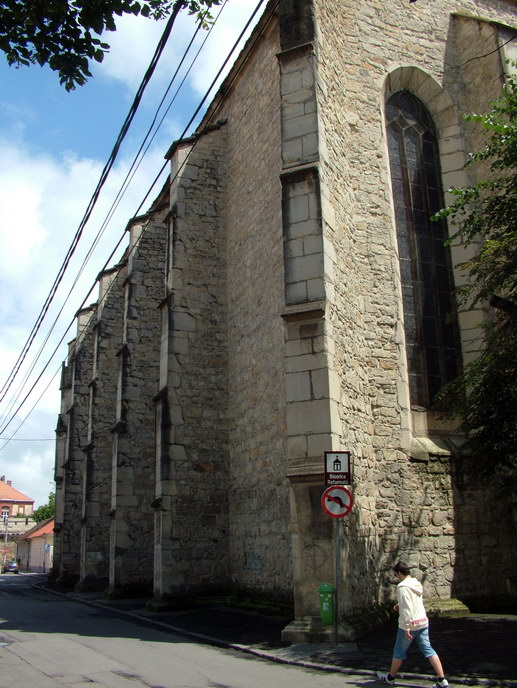
Külső részlet
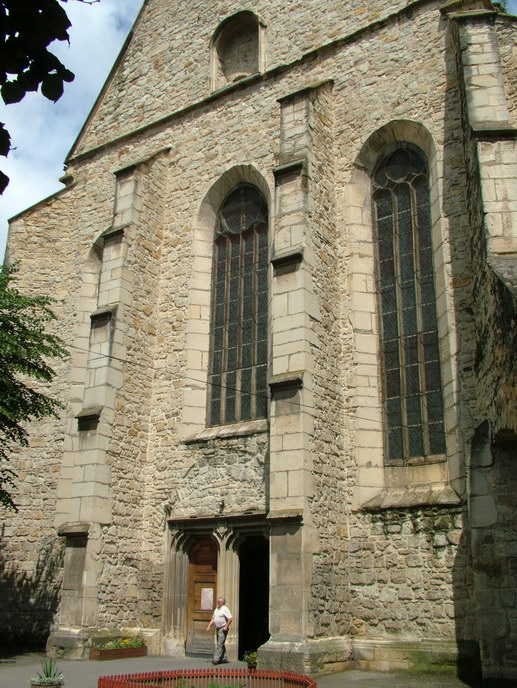
Bejárat
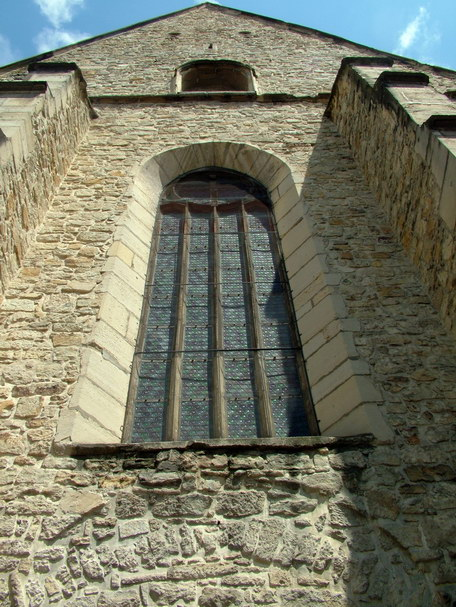
Külső részlet
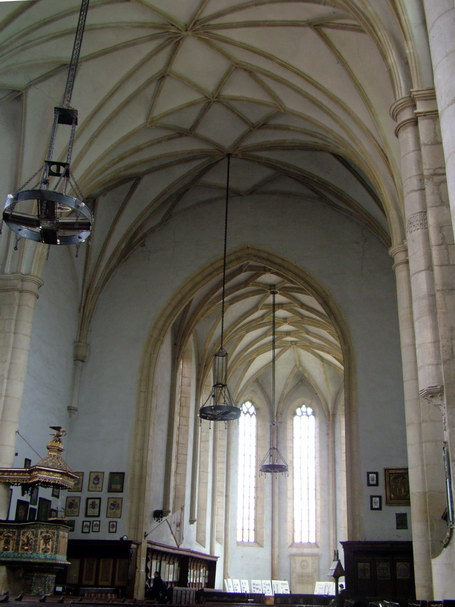
Belső részlet
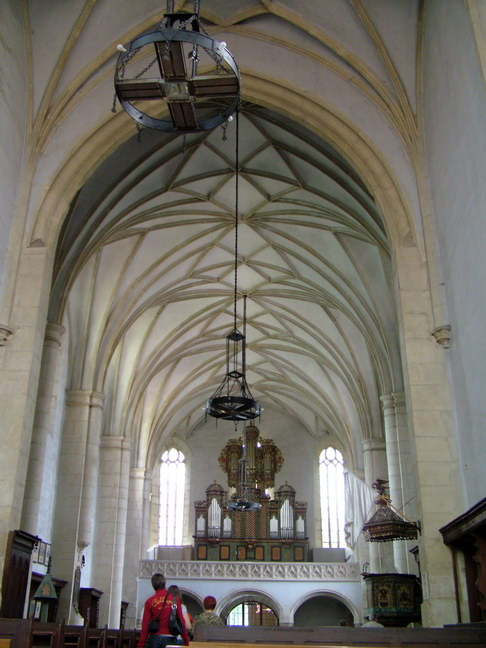
Belső
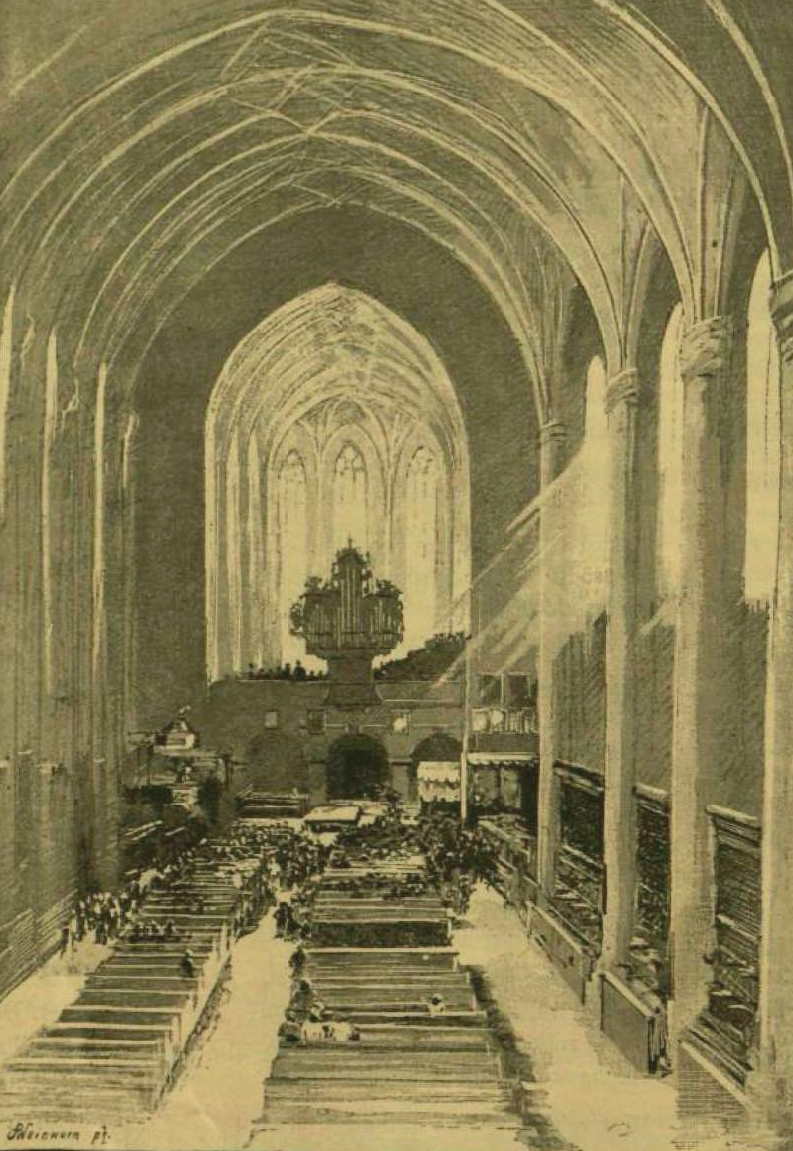
1891-ben megjelent kép
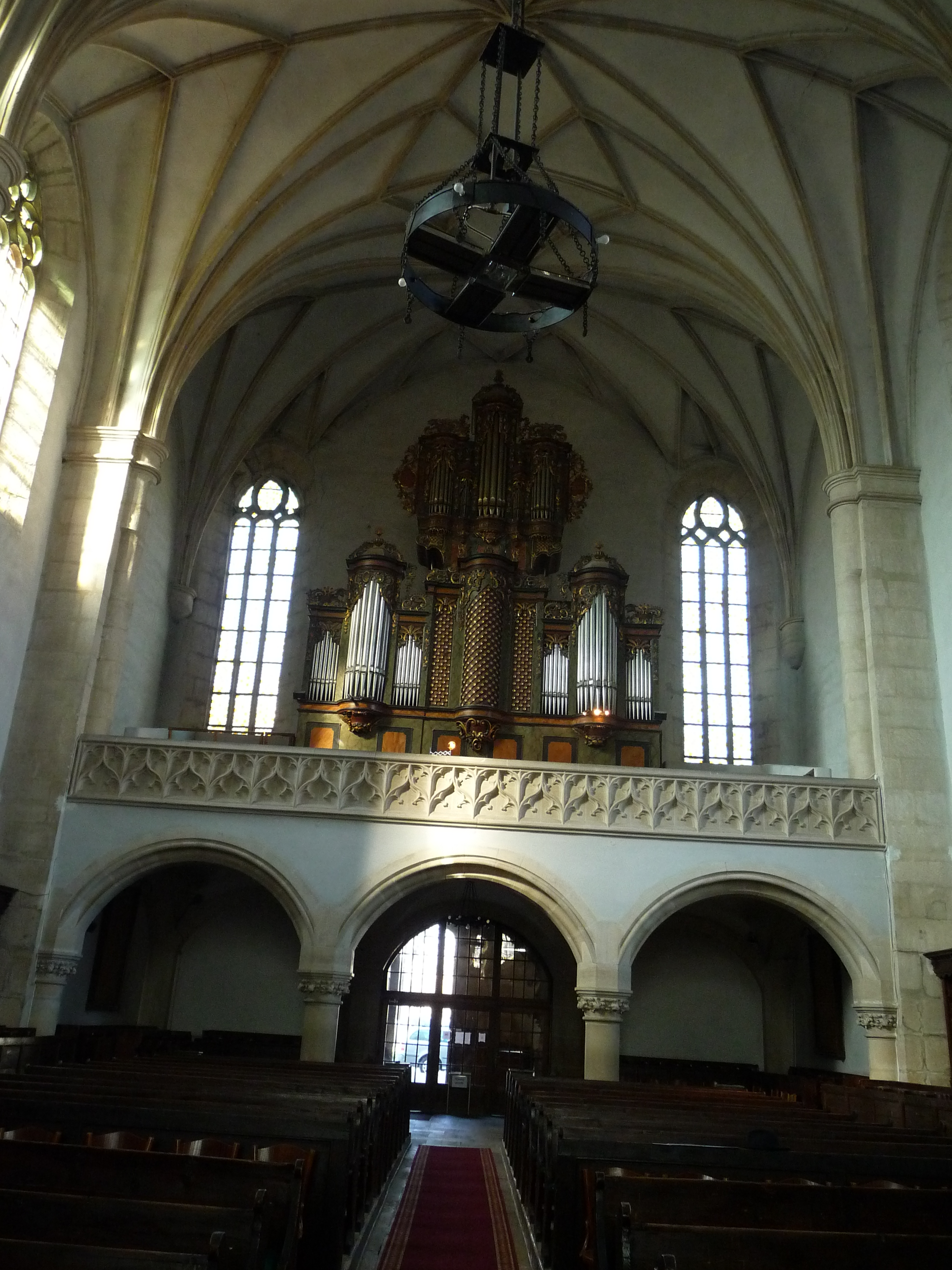
A karzat és az orgona
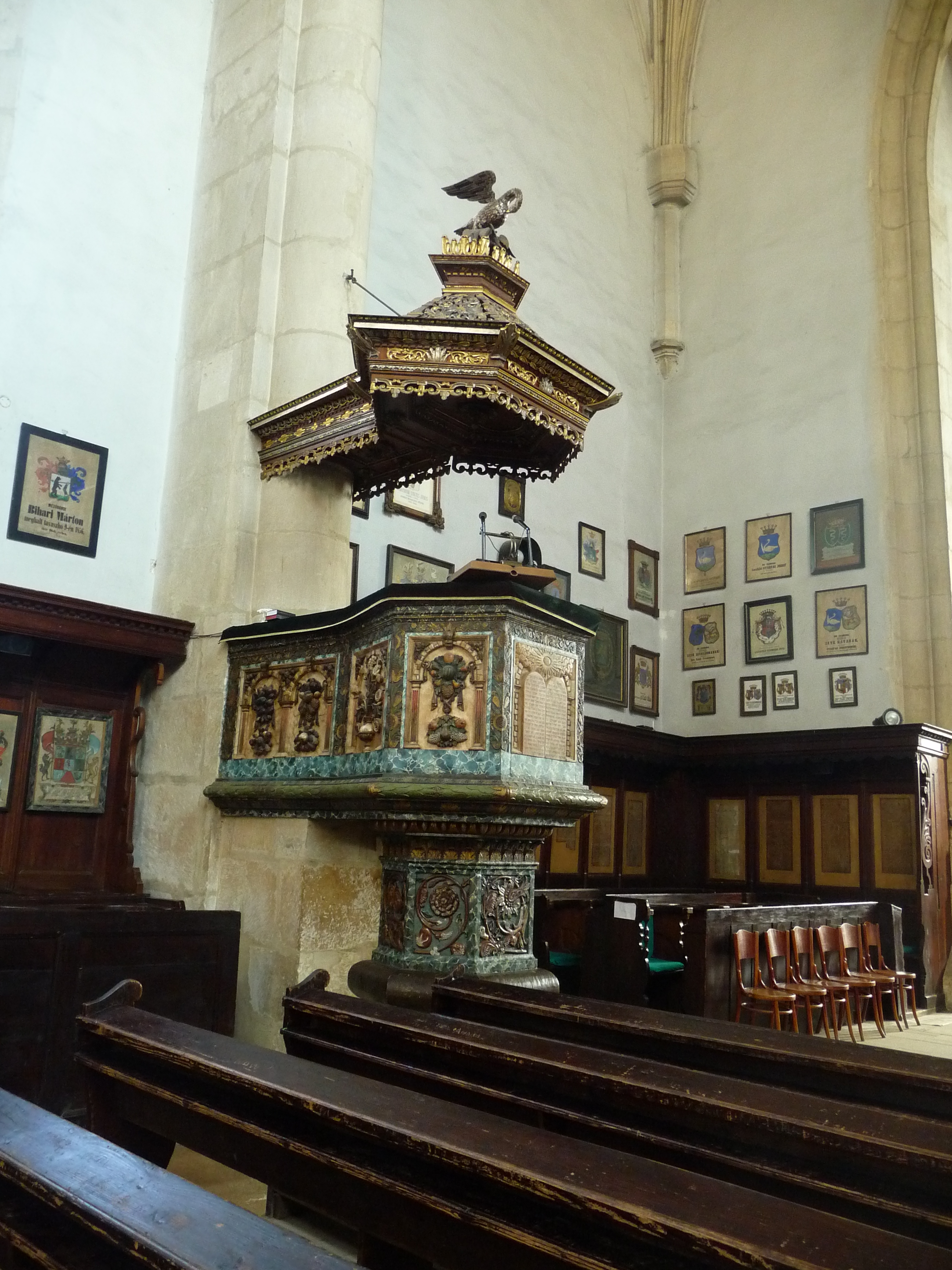
A szószék
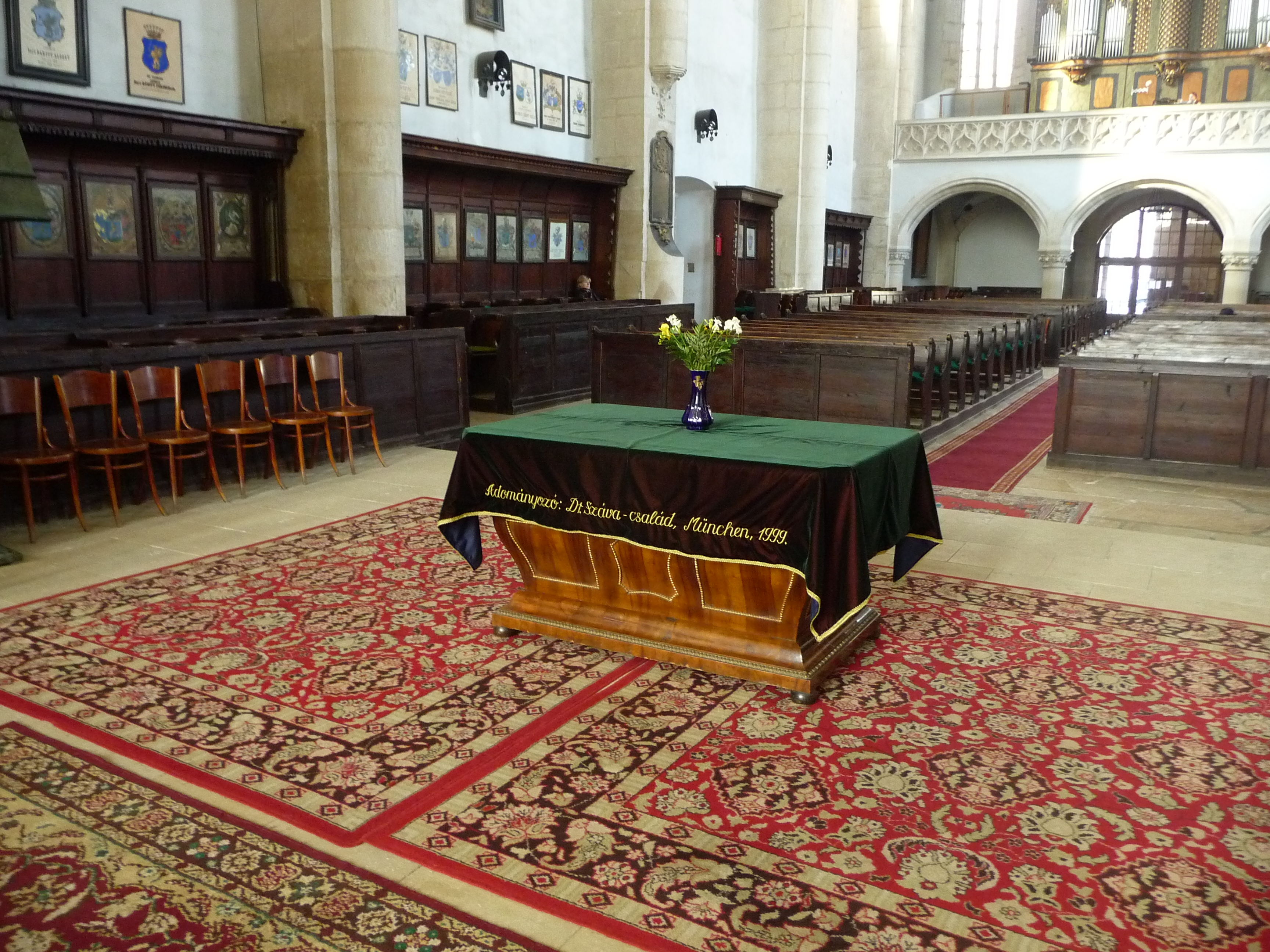
Az úrasztala
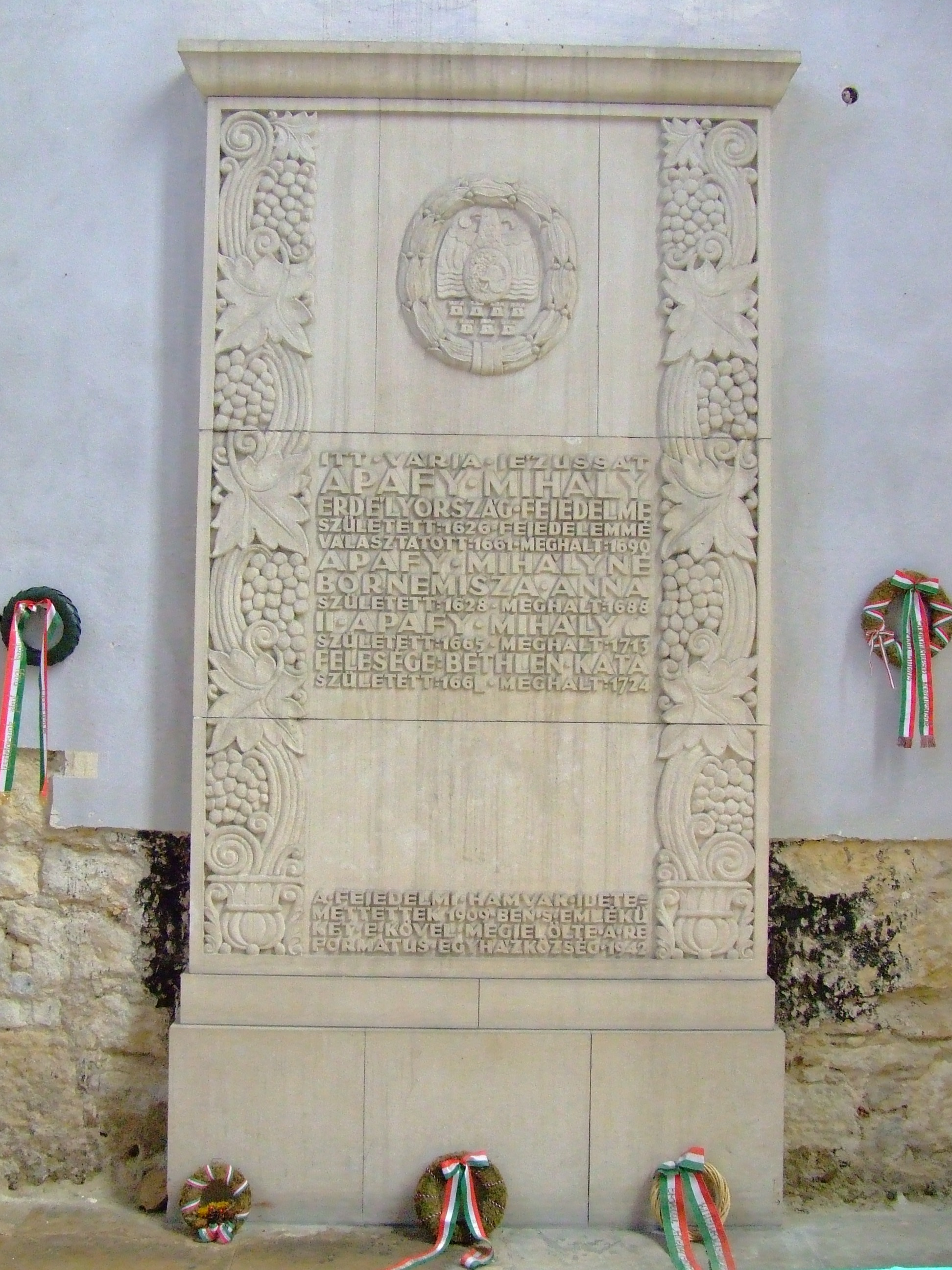
I. Apafi Mihály, Bornemissza Anna, II. Apafi Mihály és Bethlen Kata sírköve

### Nyomtatásban megjelent anyagok
- Sándor Imre: A kolozsvári Farkas utczai ref. templom régi sírkövei. Kolozsvár. 1913.
- Herepei János: A Farkas utcai református templom vázlatos története. Erdélyi Magyar Református Naptár 1926.
- Herepei János: A kolozsvári Farkas utcai ref. templom Lorántffy Zsuzsánna-féle terítője és a pókafalvi takaró. In: Pásztortűz. 1926.
- Entz Géza: A Farkas utcai református templom. In: Református Szemle. 1948/14, 15, 16.
- Bágyuj Lajos: A kolozsvári Farkas utcai református templom 1958. évi restaurálása. Műemlékvédelem, Budapest, 1959
- Ötszáz éves a kolozsvári Farkas utcai templom. szerk. K. Fogarasi Zsuzsa. Budapest: Ráday Gyűjtemény. 1986. ISBN 963-01-7885-0
- Herepei János: A Farkas utcai ref. templom egykori tornyai. In: Kincses Kolozsvár. [vál., szerk., sajtó alá rend., az utószót írta Bálint István János] Budapest: Magvető. 1987. ISBN 963-14-0950-3
- Kovács András: Kolozsvár. Farkas utcai református templom. Sepsiszentgyörgy: Castrum. 1993. ISBN 973-95536-5-6 (Erdélyi Műemlékek 3.)
- A kolozsvári Farkas utcai templom címerei. Entz Géza és Kovács András tanulmányaival. összeáll. Kovács András. Budapest, Kolozsvár: Balassi, Polis. 1995. ISBN 963-506-028-9.
- Herepei János: A kolozsvári Farkas utcai református templom és kollégium történetéből. sajtó alá rend., szerk. és az előszót írta Sas Péter. Kolozsvár: Művelődés. 2004. ISBN 973-86529-0-1

### Internetes anyagok
- Sipos Gábor: A kolozsvári Farkas utcai templom. Kolozsvár-Belvárosi Református Egyházközség.
- Weisz Attila: Farkas utcai református templom, Kolozsvár. Romániai magyar lexikon. adatbank.transindex.ro
- Gömbpanoráma a Farkas utcai templomról a Karpatmedence360.hu-n
- A templom oldalnézetből
- A templom belseje